# Vidamekrone

Vidamekrone

Die Vidamekrone war eine französische Rangkrone für Stellvertreter einer Herrschaft, besonders für den Stellvertreter eines mit weltlichen Gütern belehnten Geistlichen oder eines Klosters. 
Über einen edelsteinbesetzten Stirnreif  wechseln sich kleine Perlenzinken mit den größeren Kreuzzinken ab. Sichtbar sind zwei Perlenzinken und außen zwei halbe und mittig ein Kreuzzinken. Die Kreuze sind an den Kreuzarmenden mit je einer kleinen Perle besetzt.